# Crystal (comics)
Pour les articles homonymes, voir Crystal.
Crystalia Amaquelin, alias Crystal est une super-héroïne évoluant dans l'univers Marvel de la maison d'édition Marvel Comics. Créé par le scénariste Stan Lee et le dessinateur Jack Kirby, le personnage de fiction apparaît pour la première fois dans le comic book Fantastic Four #45 en décembre 1965.
Crystal fait partie de la famille royale de la race des Inhumains.

## Biographie du personnage

### Origines
Crystal, parfois surnommée « l'exquise élémentale », est la seconde fille d'un couple de diététiciens, Ambur et Quelin. Ils sont membres de la famille royale des Inhumains. Enfant, ses parents la soumirent volontairement, comme sa sœur Médusa, à une brume terrigène qui provoqua en elle une mutation et lui conféra certains pouvoirs mentaux.
Lorsque Maximus (en) s'empare du trône d'Attilan, elle suit le reste de la famille royale en exil et vit parmi les Hommes. Lasse de se cacher, elle fait, accompagnée de Gueule d'or, quelques incursions dans le monde extérieur. C'est ainsi qu'elle rencontre Johnny Storm (la Torche humaine) dont elle devient amoureuse. Avec lui, elle retourne à Attilan au moment où Flèche Noire tente de reconquérir son trône. Maximus est renversé avec l'aide des Quatre Fantastiques mais Attilan se retrouve enfermé derrière une barrière énergétique et Crystal se retrouve séparée de Johnny. Ils ne seront réunis qu'après la destruction de la barrière par Flèche Noire.
Afin de retrouver Johnny Storm, elle part à New York et partage plusieurs aventures des Quatre Fantastiques. Elle remplace même dans le groupe Jane Storm lorsque celle-ci tombe enceinte de Red Richards. Elle découvre malheureusement que, compte tenu de leur isolement, les habitants d'Attilan souffrent de déficiences immunitaires et sont sensibles aux attaques du monde extérieur. Craignant pour sa santé, elle quitte le groupe et retourne dans sa cité d'origine.
Un jour, elle découvre Vif-Argent, blessé après une bataille. Elle le ramène à Attilan pour le soigner et en tombe amoureuse. Elle finit par l'épouser, au grand désespoir de Johnny Storm. De leur union naît une petite fille, Luna.
Son mariage se détériore à cause de Maximus qui manipule l'esprit de Vif-Argent mais également parce qu'elle a une relation avec Norman Webster, un agent immobilier.
Parallèlement, elle rejoint les Vengeurs où elle fait preuve d'une grande efficacité. Les choses commencent à s'améliorer avec Vif-Argent, mais elle passe alors beaucoup de temps sur la Contre-Terre où elle côtoie de façon régulière la Torche, ce qui ranime leurs sentiments.

### Secret Invasion
Lorsque les Skrulls attaquèrent Attilan, la famille royale partit à la recherche de Flèche Noire. Dans leur mission, ils reçurent l'aide de Ronan l'Accusateur et des Kree. En échange, Crystal promit de devenir l'épouse du dirigeant Kree.

## Pouvoirs et capacités
Crystal, en tant que membre de l'espèce des Inhumains possède une physiologie non-humaine, améliorée grâce à la brume tératogène. Comme les autres membres de sa race, elle est très sensible à la pollution et tombe facilement malade en cas d'intoxication (comme par la fumée).
Elle peut notamment manipuler mentalement les quatre éléments grâce à un contrôle psionique au niveau moléculaire. Elle peut aussi voler dans les airs.
- En contrôlant les molécules d'oxygène, elle peut étouffer ses adversaires, créer des bulles pour respirer dans l'espace, éteindre les flammes ou à l'inverse créer des combustions spontanées.
- En liant oxygène et hydrogène, elle peut créer des averses de pluie sur environ 5 km de diamètre.
- En contrôlant l'air, elle peut créer de fortes bourrasques, des orages de poussière (avec la terre), des typhons (avec l'eau) et des tempêtes de feu (avec le feu). On l'a déjà vue créer des vents de type tornade.
- Elle peut séparer l'eau et la façonner pour créer des murs semi-solides. On l'a déjà vue contrôler un volume de 700 m3 (la taille d'un lac).
- Elle peut aussi contrôler les différentes matières qui forment l'écorce terrestre (granit, fer...) et les faire vibrer pour provoquer des séismes atteignant 6,7 sur l'échelle de Richter quand elle est proche d'une faille tectonique. Le plus grand volume affecté était d'environ 6 m3.
- L'utilisation de ses puissants pouvoirs est très fatigant ; elle ne peut s'en servir de manière continue que pendant 45 minutes.

## Apparitions dans d'autres médias
Sauf indication contraire, les informations mentionnées dans cette section peuvent être confirmées par la base de données cinématographiques IMDb,  présente dans la section « Liens externes ».

### Télévision
- 2013 : Hulk et les Agents du S.M.A.S.H. (série d'animation)
- 2014 : Ultimate Spider-Man (série d'animation)
- depuis 2016 : Avengers : Ultron Revolution (série d'animation)

Interprétée par Isabelle Cornish dans l'univers cinématographique Marvel
- 2017 : Inhumans (série télévisée)[2]